# 丹巴·冈呼雅格
丹巴·冈呼雅格（？—），蒙古国政治人物、外交官。

## 生平
冈呼雅格曾任蒙古国外交部（对外关系部）副部长、外交部国务秘书。
2016年，被任命为蒙古国驻华大使。2016年9月1日，中华人民共和国外交部礼宾司副司长吴江浩接受了冈呼雅格递交的国书副本。2016年9月14日，中华人民共和国主席习近平在人民大会堂接受11国新任驻华大使递交国书，其中包括新任蒙古国驻华大使冈呼雅格。2020年4月任期届满。